# 棕斑腹刺鲀
棕斑腹刺鲀（学名：Gastrophysus spadiceus）为鲀科腹刺鲀属的鱼类，俗名乌乖、青水乖。分布于南非、印度尼西亚、菲律宾、日本以及中国南海、东海等海域，属于近海暖水性底层鱼类。该物种的模式产地在广东。